# Comanche (caballo)

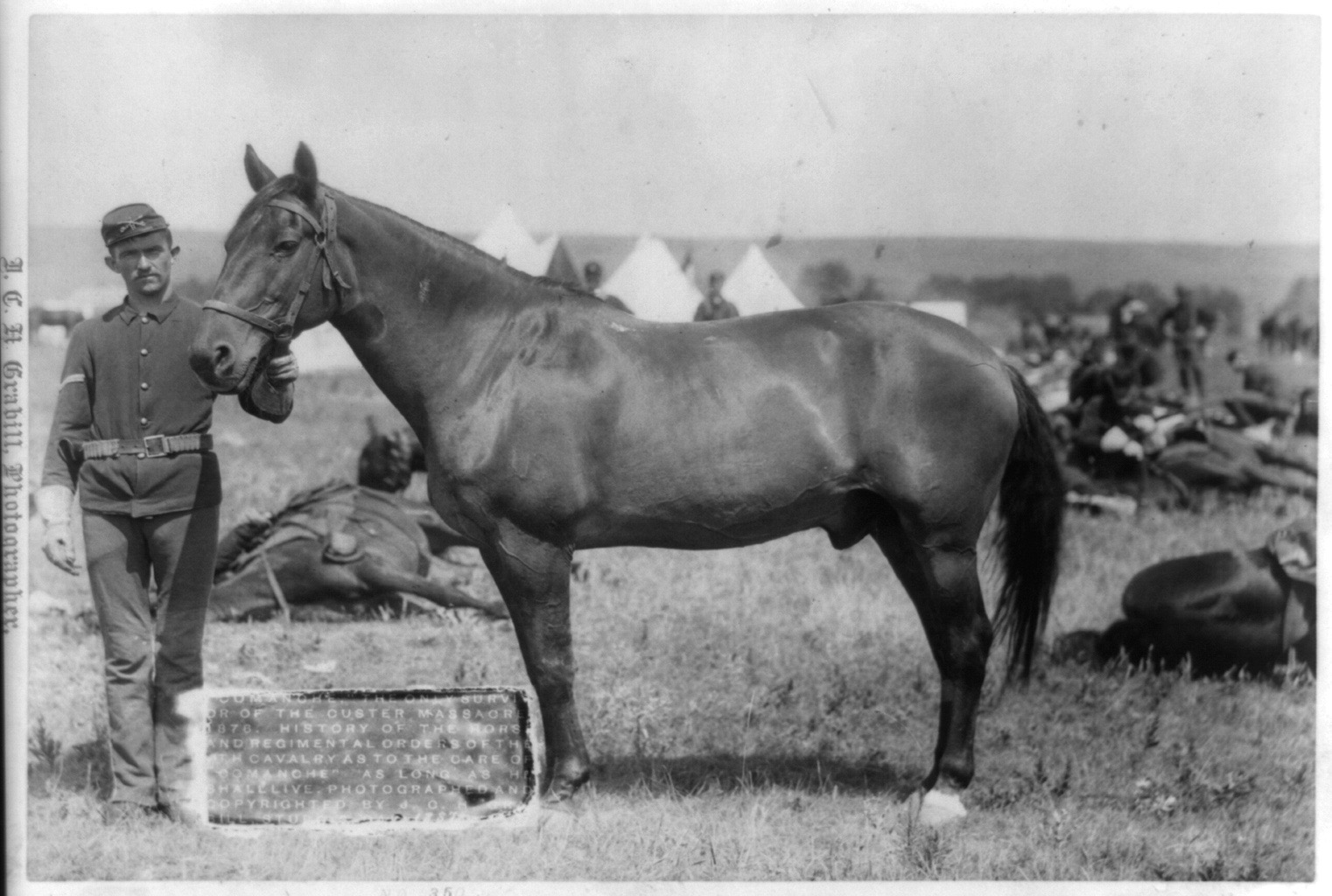
Comanche en 1887 fotografiado por John C. H. Grabill.

Comanche fue un caballo mestizo que sobrevivió a la emboscada del destacamento de George Armstrong Custer del 7º Regimiento de Caballería de los Estados Unidos en la batalla de Little Bighorn (25 de junio de 1876).

## Biografía
El caballo fue comprado por el Ejército de los Estados Unidos en 1868 en St. Louis, Misuri y enviado a Fort Leavenworth, Kansas. Su ascendencia y fecha de nacimiento eran inciertas. Al capitán Myles Keogh del 7.º de Caballería le gustó el castrado de 15 hands (1,52 m) y lo compró como su montura personal, para ser montado sólo en batalla. Se le ha descrito alternativamente como bayo o bayo pardo. En 1868, mientras el ejército luchaba contra los comanches en Kansas, el caballo resultó herido en los cuartos traseros por una flecha, pero continuó llevando a Keogh en la lucha. En honor a su valentía, le puso el nombre de “Comanche”. Fue herido muchas veces más, pero siempre exhibió la misma dureza.

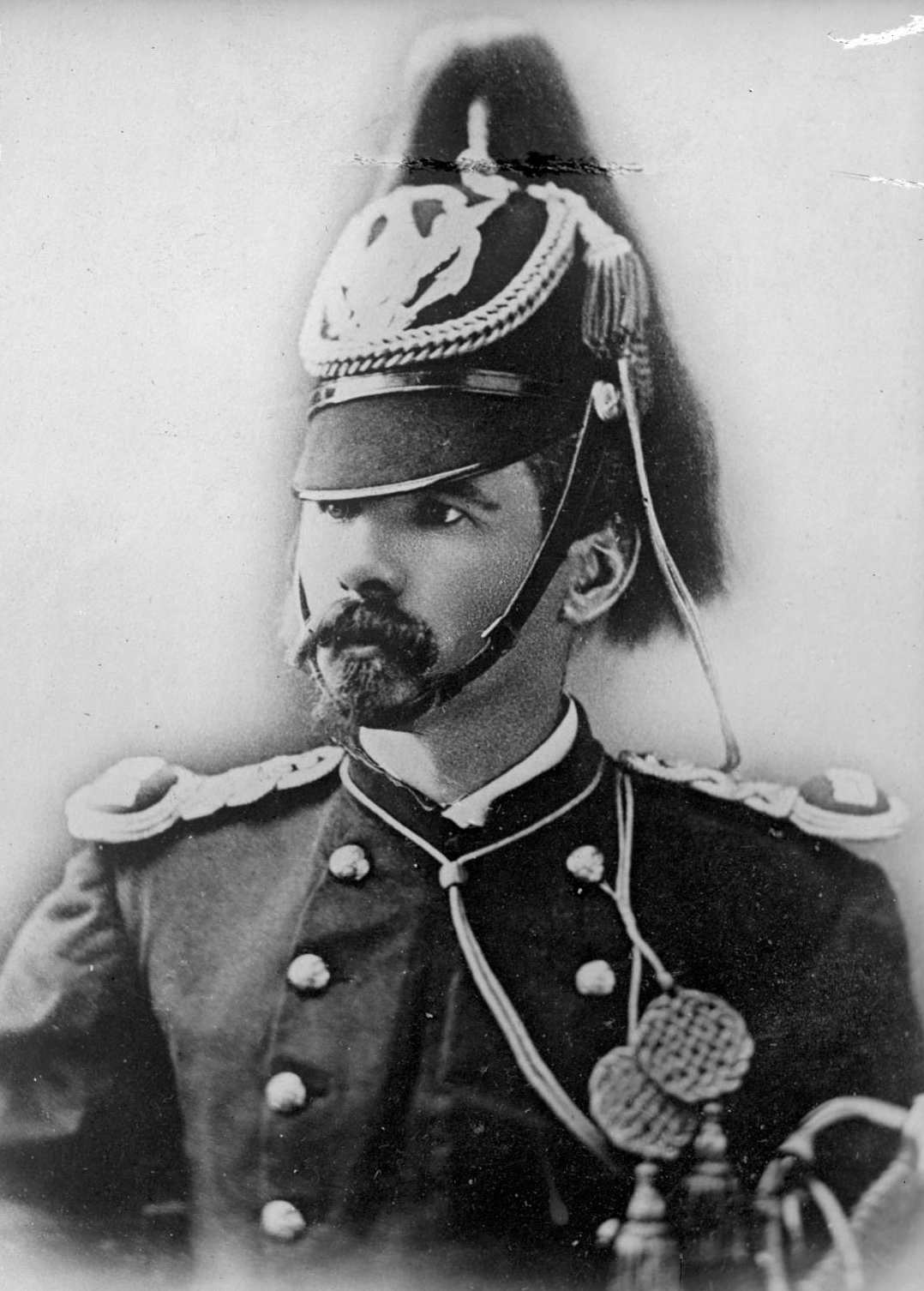
Myles Keogh, 1872.

El 25 de junio de 1876, el capitán Keogh cabalgaba sobre él en la batalla de Little Bighorn, liderado por el teniente coronel George Armstrong Custer. La batalla fue notable porque todo su destacamento fue aniquilado. Soldados estadounidenses encontraron a Comanche, gravemente herido, dos días después de la batalla. Después de ser transportado a Fort Lincoln, fue curado lentamente. Después de una larga convalecencia, Comanche fue retirado. En abril de 1878, el coronel Samuel D. Sturgis emitió la siguiente orden:

Cuartel General del Séptimo de Caballería de los Estados Unidos, Fort A. Lincoln, D. T., 10 de abril de 1878. Órdenes Generales No. 7. 
(1.) El caballo conocido como 'Comanche', único representante vivo de la sangrienta tragedia de Little Big Horn, el 25 de junio de 1876, será motivo de especial orgullo y solicitud por parte de todos los miembros del Séptimo de Caballería, con el fin de preservar su vida al máximo. Herido y con cicatrices como esas, su mera existencia habla, con más elocuencia que las palabras, de la desesperada lucha contra una cantidad abrumadora de soldados en el conflicto sin esperanza y de la heroica forma en que todos sucumbieron ese fatídico día.  
(2.) El oficial al mando de la Compañía I se asegurará de que se acondicione un establo especial y cómodo para él, y no será montado por ninguna persona bajo ninguna circunstancia, ni se le someterá a ningún tipo de trabajo.
(3.) De ahora en adelante, en todas las ocasiones de ceremonia de formación de regimiento montado, 'Comanche', ensillado, embridado, y vestido de luto, y conducido por un soldado montado de la Compañía I, desfilará con el regimiento. 

Por orden del Cor. Sturgis, E. A. Garlington, primer teniente y ayudante, Séptimo de Caballería."

La orden ceremonial inspiró a un reportero del Bismarck Tribune a ir a Fort Abraham Lincoln para entrevistar a Comanche. "Hizo las preguntas habituales, que su sujeto respondió con un movimiento de cabeza, un golpe con el pie y un movimiento de su hermosa cola".

Su guardián oficial, el herrador John Rivers de la Compañía I, la antigua tropa de Keogh, salvó la "reputación de Comanche" al responder con más detalle. He aquí la esencia de lo que aprendió el periodista (Bismarck Tribune, 10 de mayo de 1878):
Comanche era un veterano de 21 años que había pertenecido al 7.º de Caballería desde su organización en el 66. Fue encontrado por el sargento Milton J. DeLacey [Cía. I] en un barranco donde se había arrastrado para morir y alimentar a los cuervos. Fue tratado y cuidado con cariño. Sus heridas eran graves, pero no necesariamente mortales si se le cuidaba adecuadamente. Lleva siete cicatrices de otras tantas heridas de bala. Cuatro en la parte posterior del hombro, una en un casco y una en cada pata trasera. En el campo de batalla de Custer [en realidad, Fort Abraham Lincoln], le extrajeron tres balas del cuerpo y la última no fue extraída hasta abril del 77. Comanche no es un gran caballo, físicamente hablando; es de tamaño mediano, bien erguido, pero de aspecto noble. Es muy gentil. Su color es 'alazán'. Sería un hermoso caballo para carruajes.
En junio de 1879, Comanche fue llevado a Fort Meade por el Séptimo Regimiento, donde fue mantenido como un príncipe hasta 1887, cuando fue llevado a Fort Riley, Kansas. Como honor, fue nombrado "Segundo Comandante" del 7º Regimiento de Caballería. En Fort Riley, se convirtió en una especie de mascota, encabezando ocasionalmente desfiles y disfrutando de su afición por la cerveza.

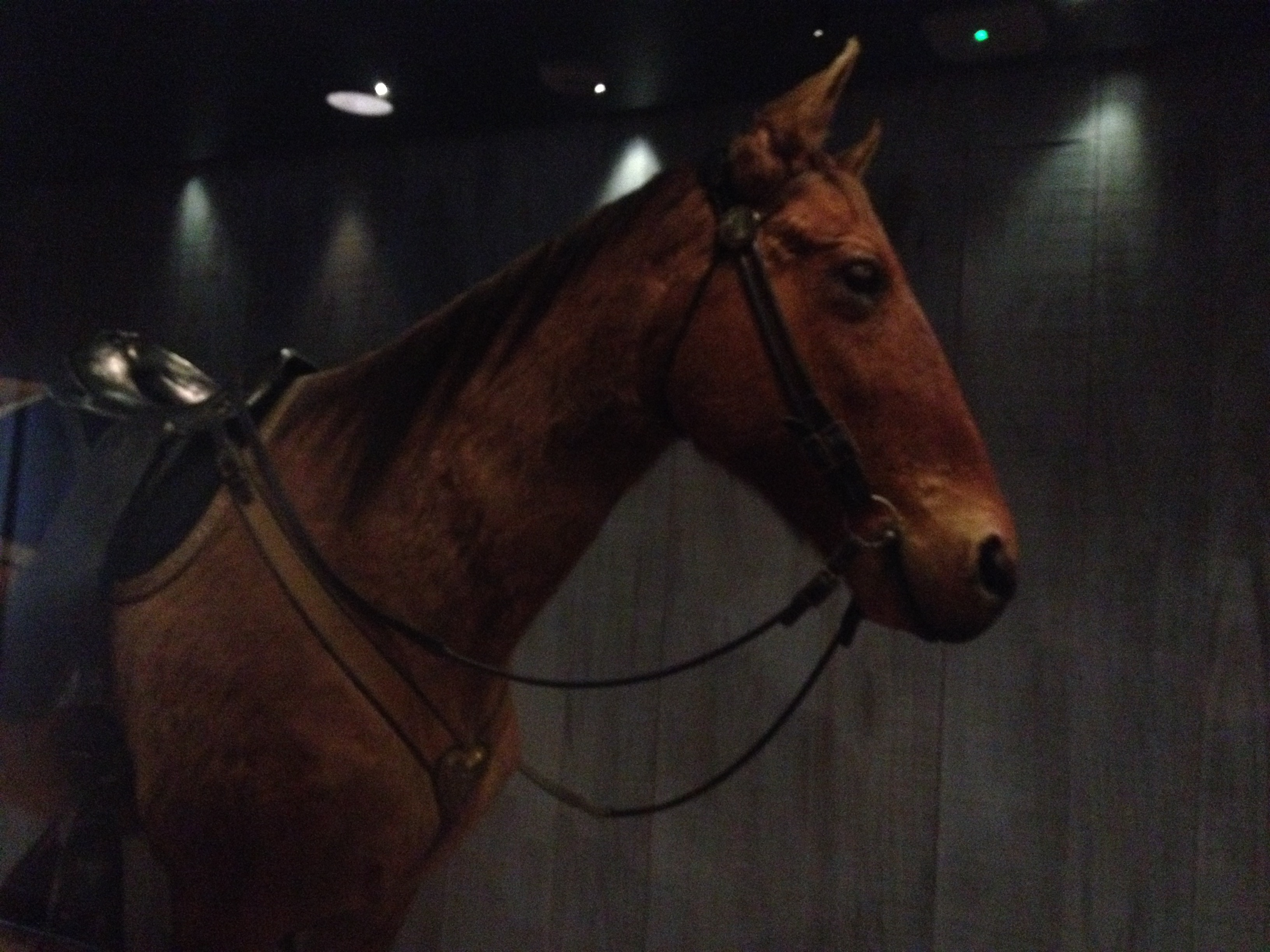
Comanche en el Museo de Historia Natural de la Universidad de Kansas

Comanche murió de un cólico el 7 de noviembre de 1891, se cree que tenía 29 años en ese momento. Es uno de los cuatro únicos caballos en la historia de los Estados Unidos en recibir un funeral militar con todos los honores plenos; los otros fueron Black Jack, Sergeant Reckless y Chief. Sus restos no fueron enterrados, sino que fueron enviados a la Universidad de Kansas y preservados mediante taxidermia, el cuerpo disecado todavía puede verse hoy en el Museo de Historia Natural de la universidad. Comanche fue restaurado por el conservador del museo Terry Brown en 2005.
A menudo se describe a Comanche como el único sobreviviente del destacamento de Custer, pero como tantas otras leyendas que rodean la batalla de Little Bighorn, esta no es del todo precisa. Otros caballos sobrevivieron, pero, en mejores condiciones después de la batalla, fueron capturados y llevados como botín. Como escribe el historiador Evan S. Connell en Son of the Morning Star:

"Se decía que Comanche era el único superviviente de Little Bighorn, pero sobrevivieron bastantes monturas del Séptimo de Caballería, probablemente más de cien, e incluso había un bulldog amarillo. Comanche vivió quince años más, y cuando murió, fue disecado y hasta el día de hoy permanece en una vitrina en la Universidad de Kansas. Así, protegido de las polillas y los buscadores de recuerdos por su vitrina con humedad controlada, Comanche se mantiene paciente, soportando generación tras generación las bromas de los estudiantes. Los demás caballos han desaparecido, y el misterioso bulldog amarillo también, lo que significa que, en cierto sentido, la leyenda es cierta. Solo Comanche sobrevivió".

## En la cultura popular

### Literatura
- Appel, David (1951). Comanche: Story of America's Most Heroic Horse. World Publishing Company.

### Cine
- Tonka (1958), también estrenada como Un caballo llamado Comanche, una película de Walt Disney protagonizada por Sal Mineo, basada en el libro de David Appel.
- Comanche (2000), una película escrita y dirigida por Burt Kennedy, protagonizada por Kris Kristofferson y Wilford Brimley.

### Música
- "Comanche (El caballo valiente)" (1961), una canción de Johnny Horton.

- “Equine Elvis” (2023), una canción de Rachel Baiman.